# Tex Beneke

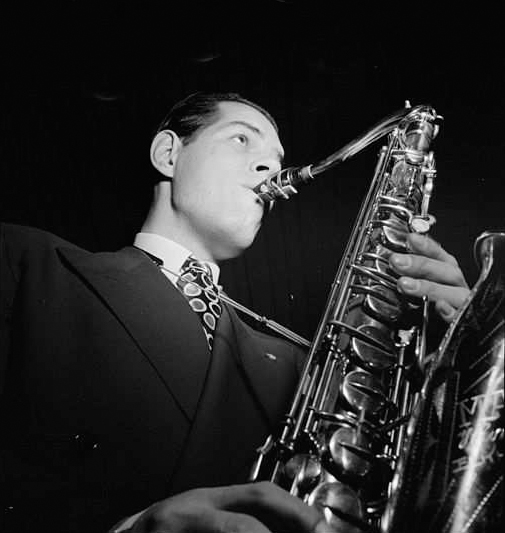
Tex Beneke, Januar 1947.
Fotografie von William P. Gottlieb.

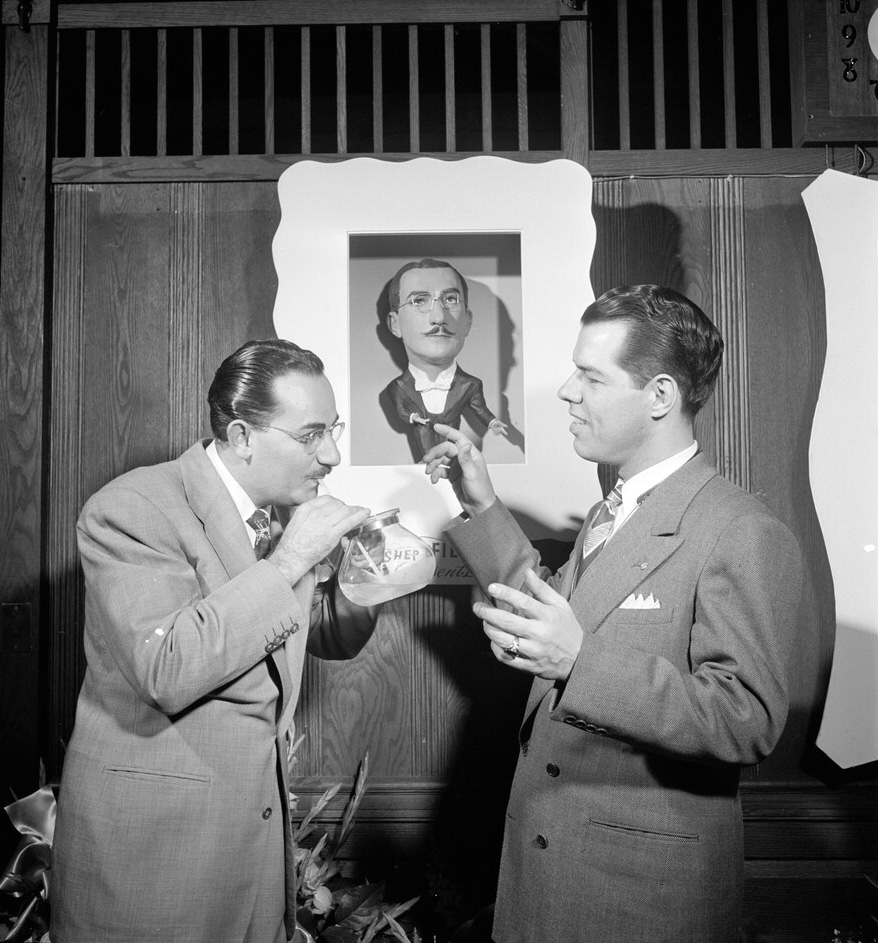
Shep Fields (links) und Tex Beneke, Glen Island Casino, New York, Mai 1947.
Foto Gottlieb

Gordon Lee „Tex“ Beneke (* 12. Februar 1914 in Fort Worth, Texas; † 30. Mai 2000 in Costa Mesa, Kalifornien) war ein US-amerikanischer Jazz-Saxophonist und Sänger, bekannt als Mitglied der Glenn-Miller-Bigband und nach dessen Tod Leiter von eigenen Bands, die Millers Musik pflegten.

## Leben und Werk
Von 1935 bis 1937 spielte er mit dem Orchester von Ben Young und ab 1938 in der Bigband von Glenn Miller, wo er einer der bekanntesten Solisten war und auch als Sänger auftrat („Chattanooga Choo Choo“, „I’ve Got a Gal in Kalamazoo“). Er spielte mit dem Glenn Miller Orchester in den Filmen „Sun Valley Serenade“ (1941) und „Orchestra Wives“ (1942) mit. Als Glenn Miller 1942 seine Band auflöste, um mit seiner Army Air Force-Band weiterzumachen, spielte er zunächst bei Horace Heidt und Jan Savitt und leitete danach bis 1945 eine Navy Band in Oklahoma. 1946 bat ihn die Witwe von Glenn Miller, die Leitung der nach wie vor sehr gefragten Band zu übernehmen (mit 19 Musikern und bis 1948 auch einer zusätzlichen Streicher-Sektion). Seine bewusste Suche nach einem eigenen Profil führte dazu, dass Benekes Band sich jedoch immer weiter von der musikalischen Konzeption der Erben Millers entfernte. Vor allem das Einspielen neuer Arrangements u. a. von Henry Mancini und Neal Hefti, die sich eng am Bebop orientierten, sorgte für Konflikte.
Im Jahre 1950 eskalierte der Streit zwischen Beneke und den Miller-Erben und führte zu einer Trennung. Die Miller-Erben sorgten auch dafür, dass er in dem Hollywood-Spielfilm The Glenn Miller Story (1954) nicht vorkam. Beneke gründete danach ein eigenes Orchester, mit dem er Glenn Millers Musik oder Musik im Stil von Glenn Miller spielte. Er spielte auch in den 1960er Jahren mit verschiedenen Glenn Miller Reunions (z. B. mit den ehemaligen Miller-Sängern Ray Eberle und Paula Kelly (* 1919; † 1992)) und gelegentlich in Disneyland. Mit neuem Orchester trat er von den 1970er Jahren bis in die 1990er Jahre auf. Mitte der 1990er Jahre hatte er einen Schlaganfall und gab das Saxophonspiel auf, war aber weiter Bandleader und Sänger.
1996 wurde er in die Big Band and Jazz Hall of Fame aufgenommen. Er starb 2000 in seinem Wohnort Costa Mesa.